# Corpo hemorrágico
O corpo hemorrágico (ou corpo lúteo sangrento) é uma estrutura temporária formada imediatamente após a ovulação do folículo ovariano, que colapsa e é preenchida com sangue que coagula rapidamente. Após o trauma cicatrizar, a estrutura subsequente é chamada de corpo lúteo (que por sua vez se torna o corpo albicans antes de se degenerar). Às vezes, durante a ovulação, pequenos vasos sanguíneos se rompem e a cavidade do folículo rompido se enche com um coágulo sanguíneo, um corpo hemorrágico.